# Paul Simon (Dompropst)
Paul Simon (* 23. August 1882 in Dortmund; † 25. November 1946 in Paderborn) war ein römisch-katholischer Theologe.

## Leben
Paul Simon studierte Philosophie und Theologie in Paderborn und Münster sowie an den Universitäten in Innsbruck, Freiburg und Straßburg; er war Schüler von Norbert Peters, Albert Ehrhard, Bernhard Bartmann und Clemens Baeumker. 1907 empfing er die Priesterweihe durch Bischof Wilhelm Schneider. Er war zunächst im Schuldienst an Gymnasien in Werl und Münster tätig. 1919 wurde er von Bischof Karl Joseph Schulte zum Leiter des Paderborner Collegium Leoninum ernannt. Zugleich wurde er Ordinarius des neuen Lehrstuhls für Patrologie und klassische Philologie der Theologischen Akademie Paderborn. 1925 erhielt er einen Ruf auf die Professur für scholastische Philosophie und Apologetik an der Universität Tübingen. 1932 wurde er Rektor der Tübinger Universität, 1933 auf eigenen Antrag aus dem Staatsdienst entlassen. Das Paderborner Metropolitankapitel wählte ihn im März 1933 zum Dompropst in Paderborn; die Wahl wurde von Papst Pius XI. bestätigt.
Mehrere seiner nach der Machtergreifung der Nationalsozialisten verfassten Schriften waren scharf antinazistisch und wurden verboten. Die 1934 unter dem Titel Mythos oder Religion in der Schriftenreihe „Der Christ in der Zeit“ des Bonifatiuswerks erschienene Abhandlung, von der nach ihrem Verbot Auszüge anonym in der von Simon mitherausgegebenen Paderborner Fachzeitschrift Theologie und Glaube veröffentlicht wurden, war Knut Backhaus zufolge „die wohl gründlichste Auseinandersetzung“ mit Alfred Rosenbergs Mythus des 20. Jahrhunderts vonseiten der katholischen Fachtheologie, wobei Simon besonders eloquent die nationalsozialistische Rassenlehre bekämpfte und ironisch aufspießte. Den Lesern blieb sein Vorschlag in Erinnerung, Winnetou als Prototyp des „nordischen Menschen“ anzusehen.
Simon war mit wenigen anderen (wie Max Joseph Metzger, Matthias Laros und Robert Grosche) ein früher Wegbereiter der ökumenischen Bewegung und organisierte die erste evangelisch-katholische Theologenkonferenz in Deutschland, die 1934 geheim in Berlin stattfand. Den 1941 eingesetzten Paderborner Erzbischof Lorenz Jaeger führte Simon in den 1930er Jahren in das ökumenische Denken ein. Seine Kontakte mit evangelischen Theologen reichten in die Zeit vor dem Ersten Weltkrieg zurück. Ebenfalls bereits seit dieser Zeit engagierte er sich zusammen mit Ildefons Herwegen, dem späteren Abt von Maria Laach, für eine liturgische Erneuerung in der katholischen Kirche. Noch kurz vor seinem Tod war Simon maßgeblich an der Gründung des Jaeger-Stählin-Kreises in Werl beteiligt, einer ökumenischen Plattform, deren theologische Leitung er zusammen mit Edmund Schlink ausübte.
Simon war Mitglied der katholischen Studentenverbindungen KDStV Hercynia Freiburg im Breisgau, VKDSt Saxonia Münster und AV Guestfalia Tübingen im CV und Ehrenmitglied des Wingolf Nibelungen zu Tübingen und der KStV Alamannia Tübingen. Er war Mitbegründer des Katholischen Akademikerverbandes (1913) und seit einem gemeinsamen Studienaufenthalt in Straßburg (1906) mit dem späteren Zentrumspolitiker Heinrich Brüning befreundet. Freundschaftlich verbunden war er außerdem mit dem Hochland-Herausgeber Carl Muth.

## Schriften (Auswahl)
- Wiedervereinigung der Kirche und Einheit des Abendlandes. In: Theologie und Glaube 21 (1929), S. 1–20
- Mythos oder Religion (Der Christ in der Zeit, Schriftenreihe herausgegeben von der Akademischen Bonifatius-Einigung, Heft 7). Bonifacius Druckerei, Paderborn 1934 (verboten)
- Der Mythus des 20. Jahrhunderts. In: Theologie und Glaube 26 (1934), S. 273–301 (zunächst ohne Verfasserangabe veröffentlicht)
- Weltanschauung. Bonifacius Druckerei, Paderborn 1935 (verboten)
- Das Priestertum als Stand und der Laie. Pustet, Salzburg 1938
- Die Geschichte der Reformation als ökumenische Aufgabe (Hochland 37 (1939/40), Heft 11). Kösel, Kempten/A. 1939
- Zur natürlichen Gotteserkenntnis (zwei Aufsätze). Bonifacius Druckerei, Paderborn 1940
- Kirche und Kirchen. In: Paul Simon, Karl August Meißinger, Otto Urbach: Zum Gespräch zwischen den Konfessionen. Mit einem Vorwort der Schriftleitung des Hochland. Kösel/Pustet, München 1940
- Das Menschliche in der Kirche Christi. Herder, Freiburg/B. (1936 verboten), Neuausgabe 1948